# María Josefa de Borbón-Dos Sicilias
La princesa María Josefa (o Josefina) de Borbón-Dos Sicilias (Cannes, 25 de febrero de 1880- ídem. 22 de julio de 1971) fue una princesa francesa de origen italiano.

## Biografía
Fue la cuarta de las hijas y la séptima de los hijos del príncipe Alfonso de Borbón-Dos Sicilias, conde de Caserta, y su esposa la princesa María Antonieta de Borbón-Dos Sicilias.
En su juventud vivió en la Villa María Teresa, residencia de sus padres en Cannes. Fue la única de sus hermanas en no contraer matrimonio. Acompañó a sus padres y tras la muerte de estos, siguió viviendo sola en la residencia. Murió en Cannes a la avanzada edad de 91 años.

## Títulos
- Su Alteza Real la princesa María Josefa de Borbón-Dos Sicilias.